# Imanshahr
Īmān Shahr o Imanshahr (farsi ایمان‌شهر) è una città dello shahrestān di Falavarjan, circoscrizione Centrale, nella Provincia di Esfahan.